# Volmolen (Waalre)
De Volmolen of Waalrese Molen is een watermolen op de Dommel te Waalre.

## Geschiedenis
Het is zeker dat de molen in 1350 bestond en toen uitgebreid werd tot een dubbele molen, waarvan een helft zich op het grondgebied van Riethoven bevond. Bezitter was de Abdij van Echternach, die liet woeste gronden in de omtrek ontginnen waardoor de behoefte aan maalcapaciteit toenam. De Riethovense molen werd als oliemolen gebruikt en de Waalrese molen als korenmolen.
In 1792 kwam de molen in het bezit van Pieter Vreede, een lakenfabrikeur uit Leiden. Hij liet in Tilburg huisarbeid verrichten door wevers en bracht uiteindelijk, omdat hij als patriot in Leiden politieke moeilijkheden ondervond, ook zijn lakenfabriek naar Tilburg. Vreede gebruikte de molen als volmolen. Zelf vertrok hij in 1816 naar Antwerpen, maar zijn zoon bleef als molenaar in Riethoven wonen en overleed daar in 1846.
Tot 1876 bleef de watermolen in bezit van de familie Vreede en daarna van de familie Van Gastel. Vanaf 1951 was hij buitengebruik en trad er verval op. In 1962 werd de molen door een storm verwoest.

## Afbeeldingen
|  |  |  |

## Herbouw
De architect Ad van Empel herbouwde de molen, waarvan het westelijke deel gereed kwam in 1992. Aan het oostelijke deel werd in 1994 begonnen, maar dit werd in 1995 door brand verwoest. In 1998 werd de molen verkocht. De nieuwe eigenaar en molenaar E. Hermans bouwde een nieuw woonhuis in 2004.
Sedert 2000 wordt de molen ingezet voor elektriciteitsproductie. Hij voorziet enkele woningen van stroom. Het Waterschap De Dommel heeft een vispassage aangebracht.

## Nabijgelegen watermolens
Stroomafwaarts van de Dommel vindt men de Genneper Watermolen. Stroomopwaarts vond men op de Dommel de Loondermolen, terwijl zich stroomopwaarts op de Keersop de Keersoppermolen bevond.